# Cogumelo Records
Cogumelo Records es un sello discográfico independiente de Brasil, encargado de grabar y promocionar bandas de heavy metal. Cogumelo Records empezó inicialmente como una tienda de discos en la ciudad de Belo Horizonte en 1980, y en 1985 se convirtió en un sello discográfico. Ese mismo año lanzaría el reconocido split de las bandas Overdose y Sepultura.
En 1986, lanzaron el primer álbum de Sepultura, Morbid Visions. Un año después publicaron el disco Schizophrenia, antes de que Sepultura firmara un contrato de distribución internacional con Roadrunner Records.

## Bandas que firmaron con el sello
- Absolute Disgrace
- Akerbeltz
- Attomica
- Calvary Death
- Chakal
- Drowned
- Hammurabi
- Headhunter DC
- Holocausto
- Impurity
- Kamikaze
- Lethal Curse
- Lustful
- Mutilator
- Overdose
- Pathologic Noise
- Pato Fu
- Perpetual Dusk
- Sarcófago
- Scourge
- Sepultura
- Sextrash
- Siecrist
- Siegrid Ingrid
- Sociedade Armada
- Thespian
- Vulcano
- Witchhammer